# St. Jakob (Feucht)

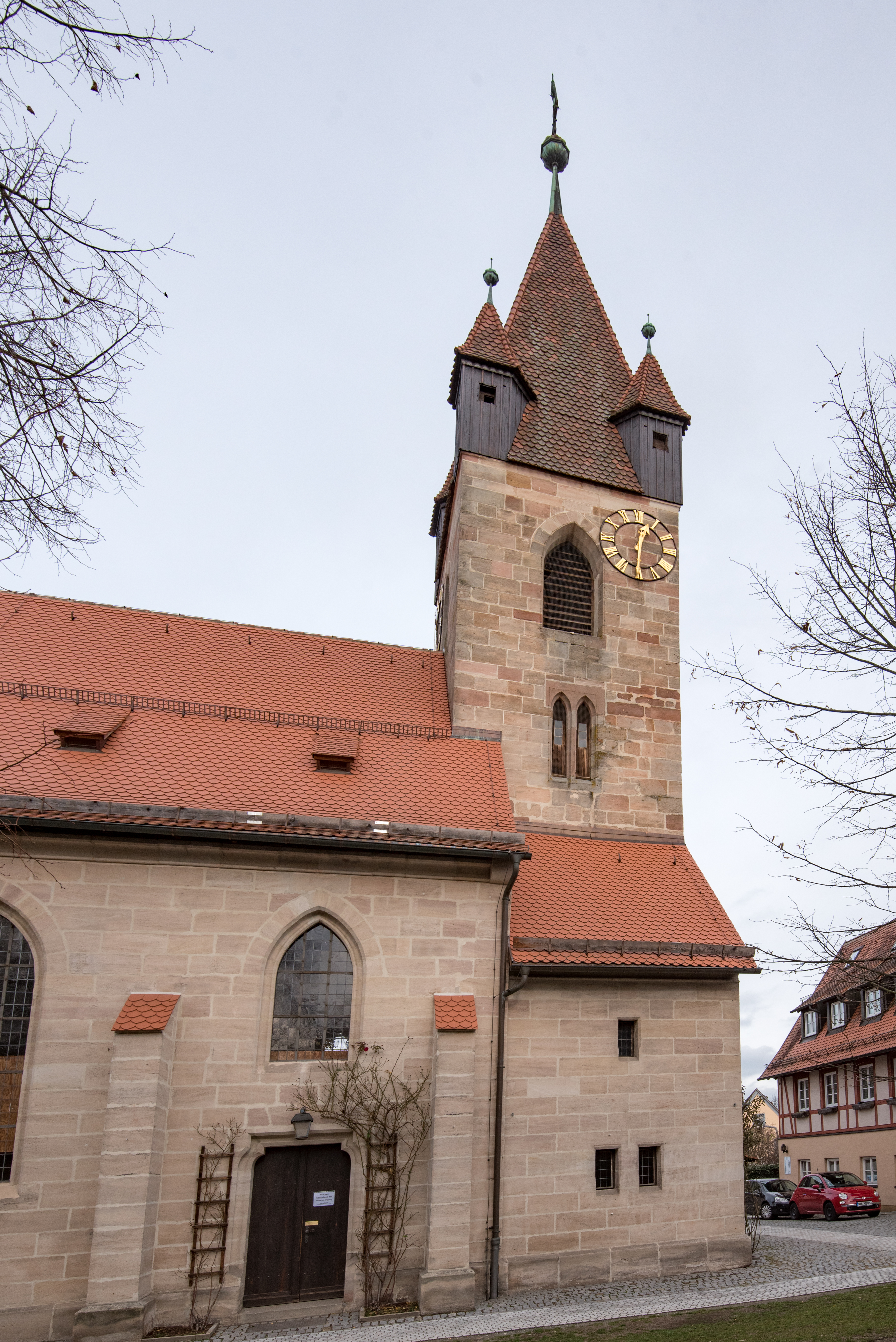
St. Jakob (Feucht)

Die evangelische Pfarrkirche St. Jakob steht in Feucht, einem Markt im Landkreis Nürnberger Land (Mittelfranken, Bayern). Das Bauwerk ist unter der Denkmalnummer D-5-74-123-20 als Baudenkmal in der Bayerischen Denkmalliste eingetragen. Die Kirchengemeinde gehört zum Evangelisch-Lutherischen Dekanat Altdorf im Kirchenkreis Nürnberg der Evangelisch-Lutherischen Kirche in Bayern.

## Geschichte
Die erste Kirche in Feucht – wohl aus Holz – wurde 1190 durch Bischof Otto von Eichstätt geweiht. Die spätere Chorturm-Kirche aus Stein stammte vermutlich aus dem 14. Jahrhundert.
Da für den bis dahin zuständigen Pfarrer Heinrich von Leinburg die Betreuung der Feuchter Gläubigen zu mühsam wurde, trennte Heinrich von Berg, Pfarrer der übergeordneten Mutterpfarrei Altdorf, am 2. Mai 1366 den Sprengel Feucht von Leinburg ab. Damit wurde Feucht eigenständige Pfarrei und erhielt in der Folge einen eigenen Geistlichen – dieser trug zwar zunächst den Titel Kaplan, hatte aber alle Aufgaben eines Pfarrers zu erfüllen und konnte über alles Einkommen verfügen. 1477 wurde durch die Nürnberger Patrizier-Familie Peßler die Stelle eines Frühmessers gestiftet und Feucht erhielt damit einen zweiten Geistlichen. Die Kirche muss da bereits so viel Platz geboten haben, dass ein zweiter Altar aufgestellt werden konnte. Auch äußerlich war die Kirche als Wehrkirche erkennbar, bereits auf der ersten Abbildung des frühen 16. Jahrhunderts ist der Turm mit den vier Scharwachttürmen zu sehen.
Mit der Reformation wurde Feucht 1525 der Freien Reichsstadt Nürnberg angegliedert und damit (einschließlich der Kirche) unter Pfarrer Georg Leypoldt evangelisch.
Nach einem Gutachten des Königlichen Bauinspektors Erdinger war die Kirche 1839 für die Bevölkerung von Feucht zu eng, nicht mehr zeitgemäß und dringend sanierungsbedürftig (bedeutende Baugebrechen). Die Wertschätzung der alten Kirche war – abgesehen von Turm und Chor – so gering, dass man sich 1846 für den Abbruch des gotischen Kirchenschiffs entschied. Damit wurden auch Kunstgegenstände wie bunte Glasfenster mit Wappen von Patrizierfamilien vernichtet. Die Arbeiten für den Neubau wurden 1848 begonnen, die neuerbaute Kirche konnte am 24. November 1850 vom Altdorfer Dekan Esper eingeweiht werden.
In der Nacht vom 10. auf 11. August 1943 und dann nochmals am 28. August wurde Feucht von Fliegerangriffen heimgesucht. Neben anderen Gebäuden im Ortskern brannte auch die St.-Jakobs-Kirche vollständig aus, der Dachstuhl stürzte ein, nur die Umfassungsmauern und ein Rumpf vom Turm blieben stehen. Bis zum Kriegsende musste die Gemeinde in verschiedenen Notquartieren Gottesdienst feiern. Damit begannen in der Not auch erste ökumenische Kontakte. Erst im Sommer 1945 konnte durch Vermittlung von Bürgermeister Greller eine Muna-Baracke neben der Kirchenruine aufgestellt werden, die etwa 300 Personen Platz bot. Sie sollte 6 Jahre bis zur Einweihung der mit Bauholzspenden wieder aufgebauten Kirche das Domizil der evangelischen Kirchengemeinde sein.

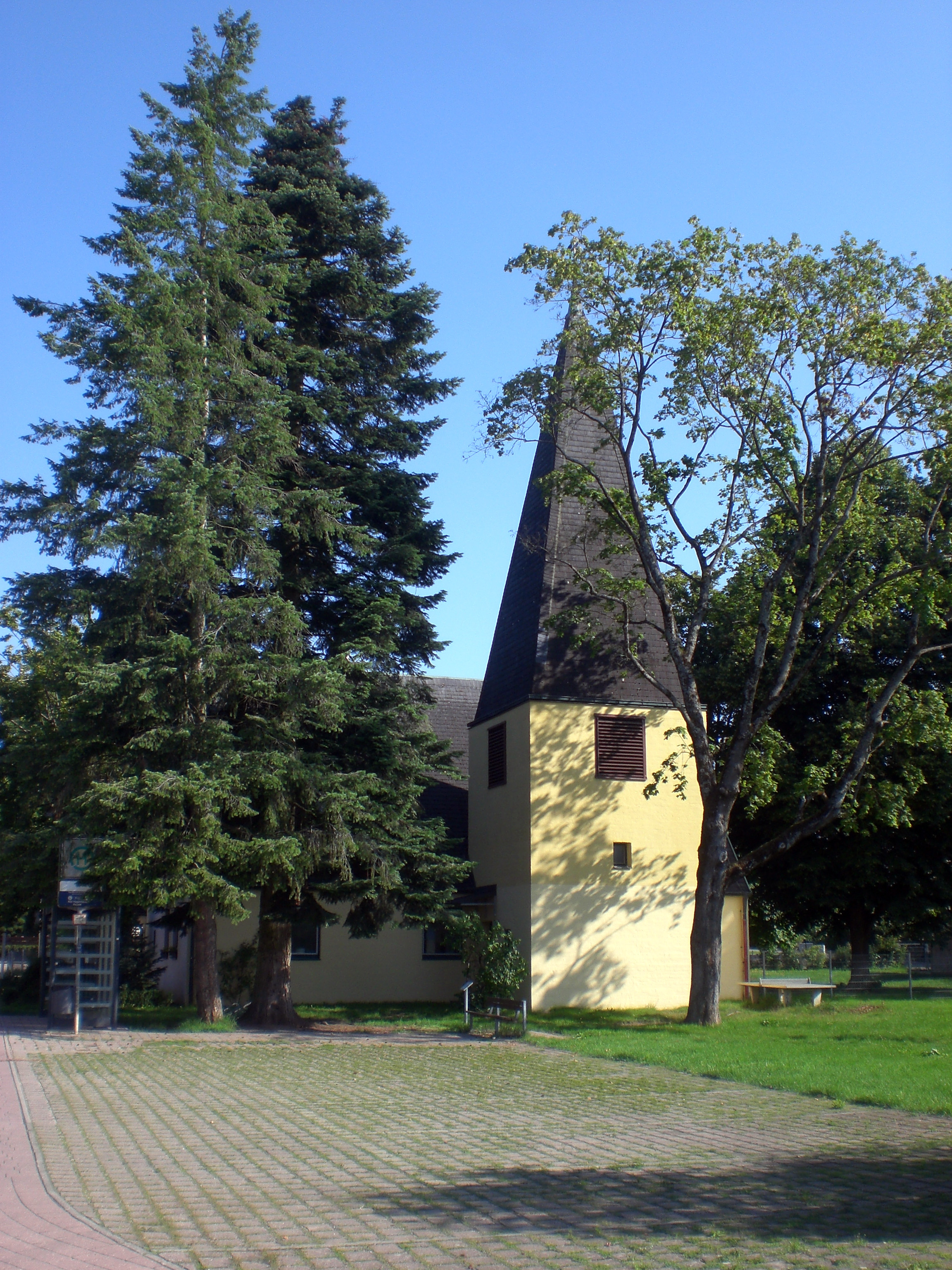
Heilig-Geist-Kirche in Moosbach

Die Kirchengemeinde ist auch mit der Heilig-Geist-Kirche in Moosbach verbunden.

## Beschreibung
Die Saalkirche wurde aus Quadermauerwerk gebaut. Die unteren Geschosse des Chorturms auf quadratischem Grundriss stammen aus der zweiten Hälfte des 14. Jahrhunderts. Sein oberstes Geschoss beherbergt die Turmuhr und den Glockenstuhl, in dem drei Kirchenglocken hängen. Zwischen den Scharwachttürmen an den Ecken erhebt sich ein Pyramidendach. Das an ihn 1849/50 angefügte Langhaus, dessen Wände von Strebepfeilern gestützt werden, wurde 1950/51 nach Kriegsschäden erneuert. Zur Kirchenausstattung gehört ein Altar, auf dem ein Leuchterengel von Jacob Daniel Burgschmiet steht, den er für die Lorenzkirche in Nürnberg geschaffen hat. Die Orgel mit 19 Registern, zwei Manualen und einem Pedal wurde 1953 von der E. F. Walcker & Cie. gebaut.
Die Kirche liegt am Fränkischen Jakobsweg.